# Зудилово (Заринский район)
Зудилово — посёлок в Заринском районе Алтайского края России. Входит в состав Гришинского сельсовета.

## География
Находится на северо-востоке края, в юго-западной части района, на берегах реки Крутиха (приток реки Чумыш).
Климат
континентальный. Средняя температура января −17,7 °C, июля +19,2 °C. Годовое количество атмосферных осадков — 450 мм.

## История
Посёлок входит в муниципальное образование «Гришинский сельсовет» согласно муниципальной и административно-территориальной реформе 2007 года .

## Население
| 1997 | 1998 | 1999 | 2000 | 2001 | 2002 | 2003 | 2004 | 2005 |
| ---- | ---- | ---- | ---- | ---- | ---- | ---- | ---- | ---- |
| 38   | ↘30  | ↗33  | ↘32  | →32  | ↘29  | ↘25  | ↗29  | ↘20  |
| 2006 | 2007 | 2008 | 2009 | 2010 | 2011 | 2012 | 2013 |      |
| ↗21  | ↘20  | ↗23  | ↗25  | ↗29  | →29  | ↘22  | ↘16  |      |

национальный состав
Согласно результатам переписи 2002 года, в национальной структуре населения русские составляли 100 % от 29 жителей.

## Инфраструктура
Экономика
Основное направление  — сельское хозяйство.

## Транспорт
Посёлок доступен по дороге общего пользования межмуниципального значения «Заринск — Гришино — Зудилово» (идентификационный номер 01 ОП МЗ 01Н-1305) .